# Julien Giasson
Julien Giasson, né le 16 octobre 1927 à L'Islet et mort le 17 février 2010 à Salaberry-de-Valleyfield, est un courtier d'assurances, syndicaliste agricole et homme politique québécois. Membre du Parti libéral du Québec, il est député à l'Assemblée nationale du Québec de 1970 à 1981 et membre du conseil des ministres du gouvernement de Robert Bourassa.

## Biographie
Julien Giasson naît à L'Islet dans une famille de cultivateurs, le troisième de onze enfants. Il étudie au Collège de Sainte-Anne-de-la-Pocatière.  Dans sa jeunesse, il travaille dans des chantiers forestiers, où il met sur pied une entreprise coopérative. Cette activité le fait entrer en contact avec l'Union catholique des cultivateurs (future UPA), où il est bientôt engagé à titre de propagandiste diocésain et organisateur de chantiers coopératifs pour la section de Sainte-Anne-de-la-Pocatière de l'UCC, de 1952 à 1958. Comme l'UCC voulait développer des services d'assurances pour les agriculteurs, Giasson est envoyé à Montréal pour suivre une formation, et il devient ainsi courtier d'assurances à partir de 1955,.

### Carrière politique
Comme il vient d'une famille de tradition libérale et qu'il commence à être connu dans sa région par ses activités professionnelles et syndicales, le Parti libéral du Québec lui demande vers 1964 de remettre sur pied une organisation du parti dans L'Islet. De fil en aiguille, il est choisi pour être le candidat du parti pour les élections d'avril 1970. Il défait le député sortant réputé invincible, le ministre Fernand Lizotte, par 292 voix. Aux élections suivantes, une refonte de la carte électorale fait en sorte que les circonscriptions de L'Islet et de Montmagny sont regroupées et que leurs deux députés, Giasson et Jean-Paul Cloutier, un ancien ministre unioniste, s'affrontent,. C'est Julien Giasson qui l'emporte avec 5 588 voix de majorité,. Au début de la nouvelle session, il est nommé whip adjoint et vice-président du caucus des députés libéraux.
Le 30 juillet 1975, à l'occasion d'un important remaniement du cabinet, le premier ministre Bourassa le nomme ministre d'État aux Affaires sociales, pour seconder le ministre Claude Forget. Il aurait préféré un poste semblable à l'Agriculture, plus proche de ses compétences. Il est responsable des programmes d'aide sociale et d'allocations familiales.
Julien Giasson est de nouveau candidat lors des élections générales de novembre 1976, et il est un des rares députés libéraux de sa région à résister à la vague péquiste,. Sous le nouveau chef libéral Claude Ryan, élu en avril 1978, Giasson est nommé critique de l'opposition officielle pour l'Agriculture, les Terres et Forêts et le zonage agricole, puis en décembre 1980 son rôle est changé pour celui de critique pour les dossiers des Consommateurs, Coopératives et Institutions financières. 
Aux élections de 1981, Julien Giasson est de nouveau candidat, mais est défait de justesse par Jacques Leblanc du Parti québécois,.

### Après la politique
Julien Giasson revient à sa profession de courtier d'assurances, s'associant à Yves et Jean-Marie Proulx de Montmagny en 1989. Lors du référendum de 1995 sur l'indépendance du Québec, il préside le comité du Non de Montmagny-L'Islet. Il meurt le 17 février 2010 à Salaberry-de-Valleyfield. Il demeurait alors à Pincourt. Il est inhumé dans le cimetière de sa ville natale.